# Ivo Daalder

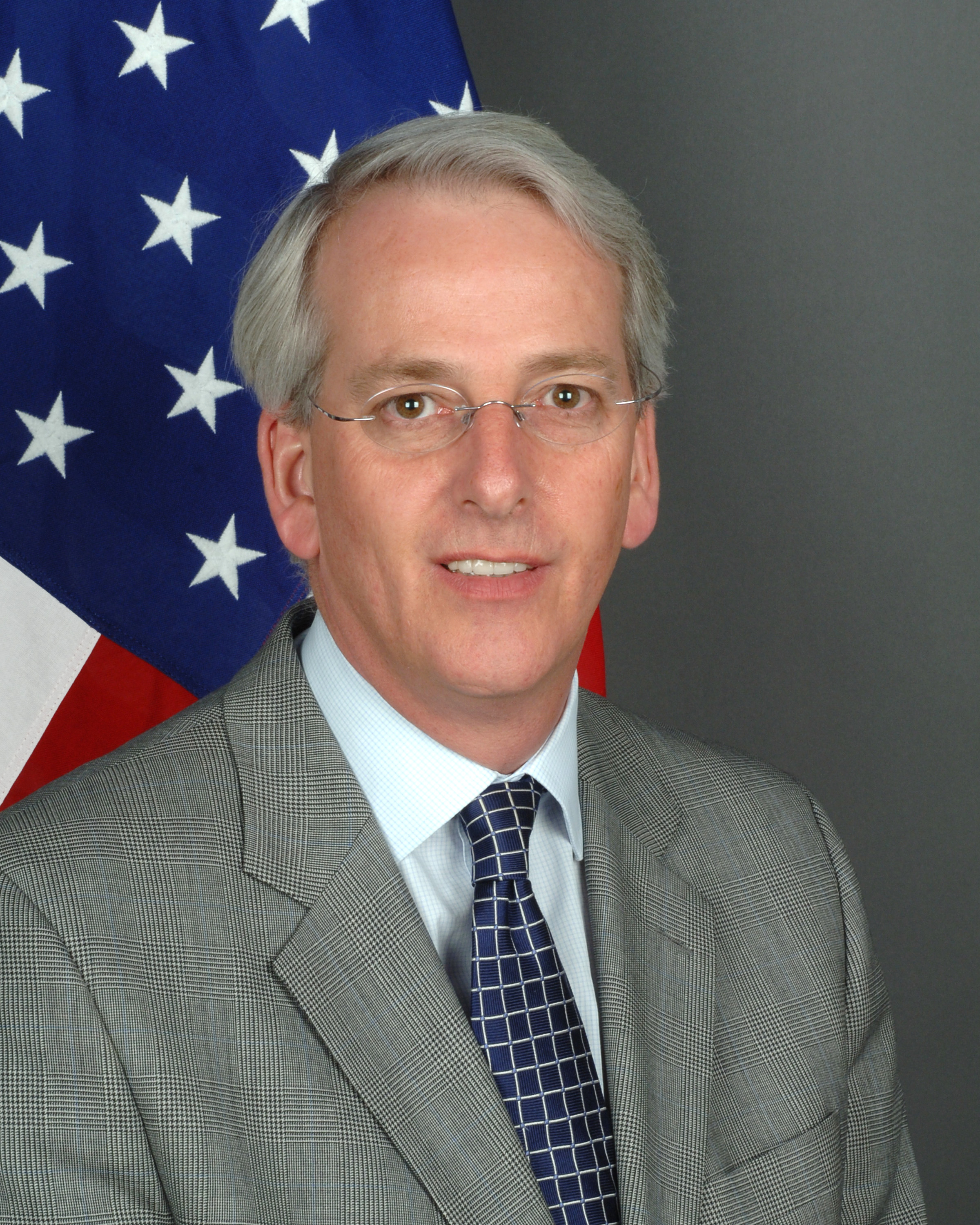
Ivo H. Daalder

Ivo H. Daalder (* 2. März 1960 in Den Haag) ist ein amerikanischer Sicherheitsexperte und Diplomat. Seit Juli 2013 ist er Vorsitzender des Chicago Council on Global Affairs. Während der Präsidentschaft von Bill Clinton arbeitete er für das United States National Security Council (NSC) und gehörte zu den außenpolitischen Beratern Barack Obamas während dessen Präsidentschafts-Kampagne 2008. Anschließend war er von 2009 bis 2013 Ständiger Vertreter der USA beim Rat des Nordatlantik-Bündnisses (NATO).
Daalder studierte an der University of Kent, der Oxford University und der Georgetown University und erwarb seinen Ph.D. in Politikwissenschaft am Massachusetts Institute of Technology.
Sein Vater ist der niederländische Politikwissenschaftler Hans Daalder. 

## Bücher
- In the Shadow of the Oval Office: Portraits of the National Security Advisers and the Presidents they Serve—From JFK to George W. Bush, with I.M. Destler. (Simon & Schuster, 2009). ISBN 978-1-4165-5319-9.
- Beyond Preemption: Force and Legitimacy in a Changing World (edited, 2007). ISBN 978-0-8157-1686-0.
- The Crescent of Crisis: U.S.-European Strategy for the Greater Middle East, co-edited with Nicole Gnesotto and Phil Gordon (2006). ISBN 0-8157-1690-7.
- America Unbound: The Bush Revolution in Foreign Policy, with James M. Lindsay (2003). Winner of 2003 Lionel Gelber Prize. Revised and updated edition published by John Wiley & Sons in 2005. Translated into Chinese, Dutch, Korean, Italian and Polish.  ISBN 0-8157-1688-5.
- Protecting the American Homeland: One Year on, with Michael E. O’Hanlon (editor), I. M. Destler, David L. Gunter, Robert Litan, Peter Orszag, and James Steinberg (2003).
- Protecting the American Homeland: A Preliminary Analysis, with Michael E. O’Hanlon (editor), I. M. Destler, David L. Gunter, Robert Litan, Peter Orszag, and James Steinberg (2002).
- Winning Ugly: NATO's War to Save Kosovo, with Michael E. O’Hanlon (2000). ISBN 0-8157-1696-6.
- Getting to Dayton: The Making of America’s Bosnia Policy (2000).  ISBN 0-8157-1692-3.

## Zeitungsbeiträge
- "America's new global challenge", with Anne-Marie Slaughter Boston Globe, July 24, 2008.
- "Talking to Iran Is Our Best Option", with Philip Gordon The Washington Post, June 29, 2008.
- "The United Nations Can Save Burma", with Paul Stares International Herald Tribune and Boston Globe, May 13, 2008.
- "NATO: A Mockery of Enlargement", with James Goldgeier, International Herald Tribune, April 8, 2008.
- "Presidential Politics Can Help Iraq Policy", with Philip Gordon, Boston Globe, March 29, 2008.
- "Iraq After the Surge" NRC Handelsblad, December 8, 2007.
- "A Nuclear-Free World", with John Holum, Boston Globe, October 5, 2007.
- "Nuclear Weapons in the Age of al-Qaeda", with Jeffrey Lewis, Financial Times, August 13, 2007.
- "The Next Intervention: Legitimacy Matters", with Robert Kagan, The Washington Post, August 6, 2007.
- "U.S. and Europe Must Learn About Alliances", with James Goldgeier, Financial Times, December 14, 2006.
- "Global Challenges for NATO", with James Goldgeier, El País, November 27, 2006.
- "NATO: For Global Security, Expand the Alliance", with James Goldgeier, International Herald Tribune, October 12, 2006.
- "Five Years After 9/11 – A Balance Sheet", NRC Handelsblad, September 6, 2006.
- "Is War With Iran Inevitable?", NRC Handelsblad, April 21, 2006.
- "Still Time for a Good Deal With India", with Michael Levi, Washington Post, March 10, 2006.
- "Face-to-Face: The Recent Spike of Violence in Iraq", Washington Examiner, March 2, 2006.
- "The Limits of Rice's Diplomacy", NRC Handelsblad, January 17, 2006.
- "We Should Strike Iran, But Not With Bombs", with Philip Gordon, Washington Post, January 22, 2006.

## Weitere Veröffentlichungen
- "NATO's Victory in Libya- the Right Way to Run an Intervention." Foreign Affairs, March–April 2012.
- "In the Shadow of the Oval Office: The Next National Security Adviser", with I. M. Destler, Foreign Affairs, January/February 2009, pp. 114–29.
- "The Logic of Zero", with Jan Lodal, Foreign Affairs, November/December 2008, pp. 80–95.
- "America and the Use of Force: Sources of Legitimacy", with Robert Kagan, in Chollet, Lindberg and Shorr (eds). Bridging the Foreign Policy Divide, 2008.
- "Restore Trust in America's Leadership", with James M. Lindsay, Democracy: A Journal of Ideas, Fall 2007.
- "Coping with Failure in Iraq", Vrij Nederland, June 16, 2007.
- (With James M. Lindsay) "Democracies of the World, Unite: The Debate Continues", The American Interest, Vol. II, No. 4 (March/April 2007), pp. 137–139
- "Democracies of the World, Unite", with James M. Lindsay, The American Interest, January/February 2007.
- "Renewing the Nuclear Bargain", with Michael H. Fuchs and Morton H. Halperin, in Halperin, Laurenti, Rundlet and Boyer (eds) Power and Superpower: Global Leadership and Exceptionalism in the 21st Century, 2007.
- "Global NATO", with James Goldgeier, Foreign Affairs, September/October 2006, pp. 105–113.